# Cezary Kowalczuk (fotograf)
Cezary Kowalczuk (ur. 20 lipca 1960) – polski artysta fotograf, uhonorowany tytułami Artiste FIAP (AFIAP) oraz Excellence FIAP (EFIAP). Członek rzeczywisty i Artysta Fotoklubu Rzeczypospolitej Polskiej (AFRP). Członek Lubelskiego Towarzystwa Fotograficznego.

## Życiorys
Cezary Kowalczuk mieszka i pracuje w Lublinie. w 2000 roku został przyjęty do Lubelskiego Towarzystwa Fotograficznego, gdzie w czasie późniejszym był prezesem Zarządu. Jest aktywnym uczestnikiem Ogólnopolskiego Festiwalu Diaporam Cyfrowych, organizowanego cyklicznie przez Fotoklub „Zamek” – działający przy Zamku Książąt Pomorskich w Szczecinie. Jest autorem i współautorem wielu wystaw fotograficznych; indywidualnych, zbiorowych, poplenerowych, pokonkursowych i projekcji multimedialnych. Brał aktywny udział w Międzynarodowych Salonach Fotograficznych, organizowanych pod patronatem FIAP, zdobywając wiele akceptacji, nagród, wyróżnień, dyplomów, listów gratulacyjnych.
W 2013 roku Cezary Kowalczuk został przyjęty w poczet członków Fotoklubu Rzeczypospolitej Polskiej Stowarzyszenia Twórców (legitymacja nr 349). Jego prace zaprezentowano w Almanachu (1995–2017), wydanym przez Fotoklub Rzeczypospolitej Polskiej Stowarzyszenie Twórców, w 2017 roku.
Pokłosiem udziału w Międzynarodowych Salonach Fotograficznych (pod patronatem FIAP) było przyznanie Cezaremu Kowalczukowi, w 2016 roku, tytułu honorowego Artiste FIAP (AFIAP) oraz w 2018 tytułu Excellence FIAP (EFIAP) – tytułów przyznanych przez Międzynarodową Federację Sztuki Fotograficznej FIAP, z siedzibą w Luksemburgu. W 2020 odznaczony Srebrnym Medalem „Za Fotograficzną Twórczość” – odznaczeniem ustanowionym przez Zarząd i przyznawanym przez Kapitułę Fotoklubu Rzeczypospolitej Polskiej Stowarzyszenia Twórców, w odniesieniu do obchodów 25-lecia powstania Fotoklubu RP.

## Odznaczenia
- Srebrny Medal „Za Fotograficzną Twórczość” (2020)[26]